# Dendragapus fuliginosus
El urogallo fuliginoso (Dendragapus fuliginosus) es una especie de ave galliforme de la familia Phasianidae propia de los bosques de Norteamérica occidental, desde California hasta el sur de Alaska.

## Subespecies
Se conocen cuatro subespecies de Dendragapus fuliginosus:
- Dendragapus fuliginosus fuliginosus - frontera Yukon/Alaska al NW California; isla de Vancouver.
- Dendragapus fuliginosus sitkensis - SE Alaska a la isla Queen Charlotte.
- Dendragapus fuliginosus sierrae - Cascadas de Washington a California y Nevada.
- Dendragapus fuliginosus howardi - S California (S Sierra Nevada y montes Tehachapi).